# Mons (exogeologi)
Mons (flertal: montes) er betegnelsen for et bjerg på et himmellegeme, blandt andet på Månen. Betegnelsen bruges både om enkeltbjerge og om bjergkæder. 
De højeste månebjerge er Mons Huygens på 4,7 km, Mons Hadley på 4,6 km, Mons Bradley på 4,2 km og Mons Penck på 4 km (alle tal er omtrentlige). De længste bjergkæder er Montes Rook på 791 km, Montes Cordillera på 574 km og Montes Haemus på 560 km. 
Der findes ligeledes bjerge på Venus, Mars og andre fjernere himmellegemer. Solsystemets højeste bjerg er den udslukte vulkan Olympus Mons, der rejser sig 26,4 kilometer over det omkringliggende terræn.